# Biệt đội săn ma
Biệt đội săn ma (tựa đề Tiếng Anh: Ghostbusters) là một bộ phim siêu nhiên, kinh dị, hài hước được công chiếu vào năm 1984 và được sản xuất bởi Ivan Reitman, kịch bản được viết bởi Dan Aykroyd và Harold Ramis. Bộ phim được đóng bởi diễn viên hài ngôi sao Bill Murray, Dan Aykroyd và Harold Ramis, là những nhà giáo sư cận tâm lý học: Peter Venkman, Ray Stantz và Egon Spengler quyết định làm công việc bắt ma tại thành phố New York cùng với thành viên mới trong đội tên là Winston (đóng bởi Ernie Hudson). Bộ phim thu về 242 triệu đô tại Bắc Mĩ và hơn 295 triệu đô trên toàn thế giới, nhận được nhiều thành tích, nhận xét tích cực từ khán giả và những nhà phê bình.
Bộ phim được đề cử tại lễ Giải thưởng Viện Hàn lâm Oscar lần thứ 57 cho mục Hiệu ứng hình ảnh xuất sắc nhất và mục Ca khúc trong phim hay nhất. Bộ phim được làm lại cùng tên với sự tham gia của các diễn viên Kristen Wiig, Melissa McCarthy, Kate McKinnon và Leslie Jones sẽ được công chiếu vào tháng 7 năm 2016

## Tóm tắt phim
Ba giáo sư tâm lý học siêu nhiên của Đại học Columbia là Peter Venkman, Ray Stantz và Egon Spengler bị sa thải sau khi gặp con ma đầu tiên tại Thư viện Công cộng New York. Để đối phó, họ thành lập một dịch vụ nghiên cứu và tiêu diệt hiện tượng siêu nhiên có tên là “Ghostbusters” (Biệt đội săn ma) và bắt đầu sử dụng thiết bị công nghệ cao để bắt và giam giữ các con ma.
Một trong những khách hàng của họ, Dana Barrett, nói rằng cô đã gặp phải hiện tượng siêu nhiên trong căn hộ của mình, và nhóm Ghostbusters bắt đầu điều tra vụ việc. Họ phát hiện một con chó quỷ trong nhà Dana, sinh vật này là tay sai của Gozer, thần hủy diệt. Khi các hiện tượng siêu nhiên trong thành phố tăng lên nhanh chóng, Walter Peck, thanh tra của Cơ quan Bảo vệ Môi trường, đến để kiểm tra thiết bị của Ghostbusters. Peck làm ngừng hoạt động thiết bị bảo quản, khiến các con ma đã bị bắt thoát ra ngoài.
Ghostbusters phát hiện Dana và hàng xóm của cô, Louis, đã bị các tay sai của Gozer chiếm đoạt và đang cố gắng mở cánh cổng không gian. Thị trưởng, chứng kiến sự hỗn loạn của thành phố, yêu cầu sự giúp đỡ của Ghostbusters. Nhóm tiến đến đền thờ trên đỉnh tòa nhà của Dana để đối mặt với Gozer. Tuy nhiên, Gozer xuất hiện trở lại dưới dạng một hình nhân Marshmallow khổng lồ và tấn công thành phố. Ghostbusters chéo dòng năng lượng của các khẩu súng proton để đóng cánh cổng không gian và tiêu diệt Gozer. Cuối cùng, họ giải cứu Dana và Louis, được công chúng đón nhận như những người anh hùng.